# Tortula pulvinatula
Tortula pulvinatula är en bladmossart som beskrevs av Per Karl Hjalmar Dusén 1905. Tortula pulvinatula ingår i släktet tussmossor, och familjen Pottiaceae. Inga underarter finns listade i Catalogue of Life.